# Bashahr
Bashahr var ett hinduiskt furstendöme i nordligaste Indien, beläget i nuvarande delstaten Himachal Pradesh. Huvudstad var Sarahan.
Bashahr befann sig under ockupation av Nepal från 1803 till 1815, efter vilket man återfick sin autonomi av britterna, för att istället bli brittisk vasallstat.